# Vahtisaari (ö i Södra Savolax, Nyslott, lat 62,16, long 29,26)
Vahtisaari är en ö i Finland. Den ligger i sjön Orivesi och i kommunen Nyslott i  landskapet Södra Savolax, i den sydöstra delen av landet, 300 km nordost om huvudstaden Helsingfors. Öns area är 0,5 hektar och dess största längd är 180 meter i sydöst-nordvästlig riktning.